# Oplodontha viridula
Oplodontha viridula o coronel verde común, es un insecto común europeo de moscas soldado.

## Descripción
Longitud del cuerpo 6–8 mm. Ojos morados en vida con bandas y manchas. Tórax negro brillante, perforado y con pubescencia amarilla opaca corta. Escutelo completamente negro con dos espinas amarillas. Patas amarillentas (hembra). Abdomen blanquecino, amarillo o verde hoja con todos los rangos intermedios; banda media dorsal longitudinal negra también puede variar en forma y extensión que el color pastel de fondo. La larva es de color marrón claro u oscuro con diferentes rayas o marcas longitudinales: en el lado dorsal tiene pelos cortos, en el lado ventral el espacio medio de los segmentos tiene pelos mínimamente largos. El largo es 16 milímetros

## Biología
El hábitat es el de biotopo de humedales, como marismas, prados con esclusas, marismas y valles de ríos; en lugares húmedos, sobre hierbas, Phragmites, Cnicus Los adultos suelen ser encontrados desde finales de abril hasta principios de octubre. Los adultos se alimentan de polen y néctar de Achillea millefolium.

## Distribución
En todo el Paleártico.